# Regierungsbezirk Düsseldorf

Logo Bezirksregierung Düsseldorf

Der Regierungsbezirk Düsseldorf ist einer von fünf Regierungsbezirken in Nordrhein-Westfalen.
Seine Behörde heißt Bezirksregierung Düsseldorf und ist als Regierungspräsidium eine staatliche Mittelbehörde im grundsätzlich dreistufigen Aufbau der staatlichen Verwaltung des Landes. Sie ist die allgemeine Vertretung der Landesregierung im Regierungsbezirk, sie bündelt die Tätigkeiten der Fachressorts, sie übt Aufsicht aus und koordiniert das staatliche Handeln. Ihren Hauptsitz hat sie im historischen Regierungsgebäude an der Cecilienallee 2 im Düsseldorfer Stadtteil Pempelfort.
Im Vergleich mit dem BIP der EU ausgedrückt in Kaufkraftstandards erreicht die Region einen Index von 133 (EU-28=100) (2015).

## Geographie
Der Regierungsbezirk Düsseldorf liegt im Nordwesten von Nordrhein-Westfalen. Er ist der bevölkerungsreichste und der am dichtesten besiedelte Regierungsbezirk Deutschlands. Die Struktur des Bezirks ist überwiegend städtisch geprägt. Allein zehn kreisfreie Städte, davon vier im westlichen (rheinischen) Ruhrgebiet gehören zu seinem Gebiet. Dennoch werden etwa 52 Prozent der Fläche landwirtschaftlich genutzt und ein Siebtel der Fläche ist bewaldet. Die höchste Erhebung im Regierungsbezirk ist der Brodtberg mit 378,86 m ü. NN in Remscheid.
Die nördlichste Gemeinde ist Emmerich am Rhein, die westlichste Kranenburg, beide im Kreis Kleve und die südlichste Rommerskirchen im Rhein-Kreis Neuss. Die Stadtgebiete von Wuppertal und Remscheid ragen am weitesten in Richtung Osten hinaus.

## Statistik
Für Zwecke der Amtlichen Statistik der Europäischen Union ist in den Grenzen des Regierungsbezirks Düsseldorf die NUTS-Region DEA1 Düsseldorf eingerichtet worden. Sie ist die einwohnerstärkste Region in Deutschland.

## Nachbarbezirke und -länder
Der Regierungsbezirk Düsseldorf grenzt im Nordosten an den Regierungsbezirk Münster, im Osten an den Regierungsbezirk Arnsberg und im Süden an den Regierungsbezirk Köln sowie im Westen und Norden an die Niederlande.

## Geschichte
Im Ergebnis der Koalitionskriege und des Wiener Kongresses wurde der Staat Preußen, der durch die Wiener Kongressakte erhebliche Gebiete im Westen Deutschlands zugesprochen bekommen hatte, in Regierung und Verwaltung neu geordnet. Seine Provinzen wurden durch die Verordnung wegen verbesserter Einrichtung der Provinzial-Behörden vom 30. April 1815 in insgesamt 28 Regierungsbezirke eingeteilt, einer davon der Regierungsbezirk Düsseldorf in der damaligen Provinz Jülich-Kleve-Berg, welche 1822 in der Rheinprovinz aufging. Mit dem 22. April 1816 nahm die Königliche Regierung an der Mühlenstraße in der Düsseldorfer Altstadt – im Statthalterpalais und ab 1824 auch im ehemaligen Regierungsgebäude des Großherzogtums Berg – ihre Tätigkeit auf. Schon nach knapp sechs Jahren, am 22. Juni 1822, wurde der Regierungsbezirk Kleve mit dem Düsseldorfer Bezirk vereinigt. Gleichzeitig wurden die ursprünglich 18 Landkreise auf 13 reduziert. Am 19. Oktober 1911 bezog die Königliche Regierung in Düsseldorf-Pempelfort einen neobarocken Neubau an der Cecilienallee, gegenüber dem damaligen Kaiser-Wilhelm-Park. Eine Neugliederung des Regierungsbezirks brachte das Gesetz über die kommunale Neugliederung des rheinisch-westfälischen Industriegebiets zum 1. August 1929. Von März/April 1934 bis Februar 1939 war die Düsseldorfer Stapo beim Regierungspräsidenten angesiedelt.

## Einwohnerentwicklung
| Jahr | Einwohner | Quelle |
| ---- | --------- | ------ |
| 1819 | 388.607   | [ 5 ]  |
|      |           |        |
| 1835 | 720.760   | [ 6 ]  |
| 1871 | 1.329.374 | [ 7 ]  |
| 1880 | 1.592.419 | [ 7 ]  |
| 1900 | 2.599.806 | [ 8 ]  |
| 1910 | 3.418.388 | [ 8 ]  |
| 1925 | 3.893.169 | [ 9 ]  |
| 1939 | 4.183.235 | [ 10 ] |
| 1946 | 3.761.641 | [ 11 ] |
| 1950 | 4.301.897 | [ 12 ] |
| 1961 | 5.375.700 | [ 13 ] |
| 1970 | 5.625.900 | [ 14 ] |
| 1980 | 5.209.400 | [ 15 ] |
| 1990 | 5.220.500 | [ 16 ] |
| 2000 | 5.254.300 | [ 17 ] |
| 2010 | 5.161.782 | [ 18 ] |
| 2018 | 5.202.321 | [ 18 ] |
| 2019 | 5.201.871 | [ 19 ] |

## Regierungspräsidenten
- 1816–1831: Philipp von Pestel

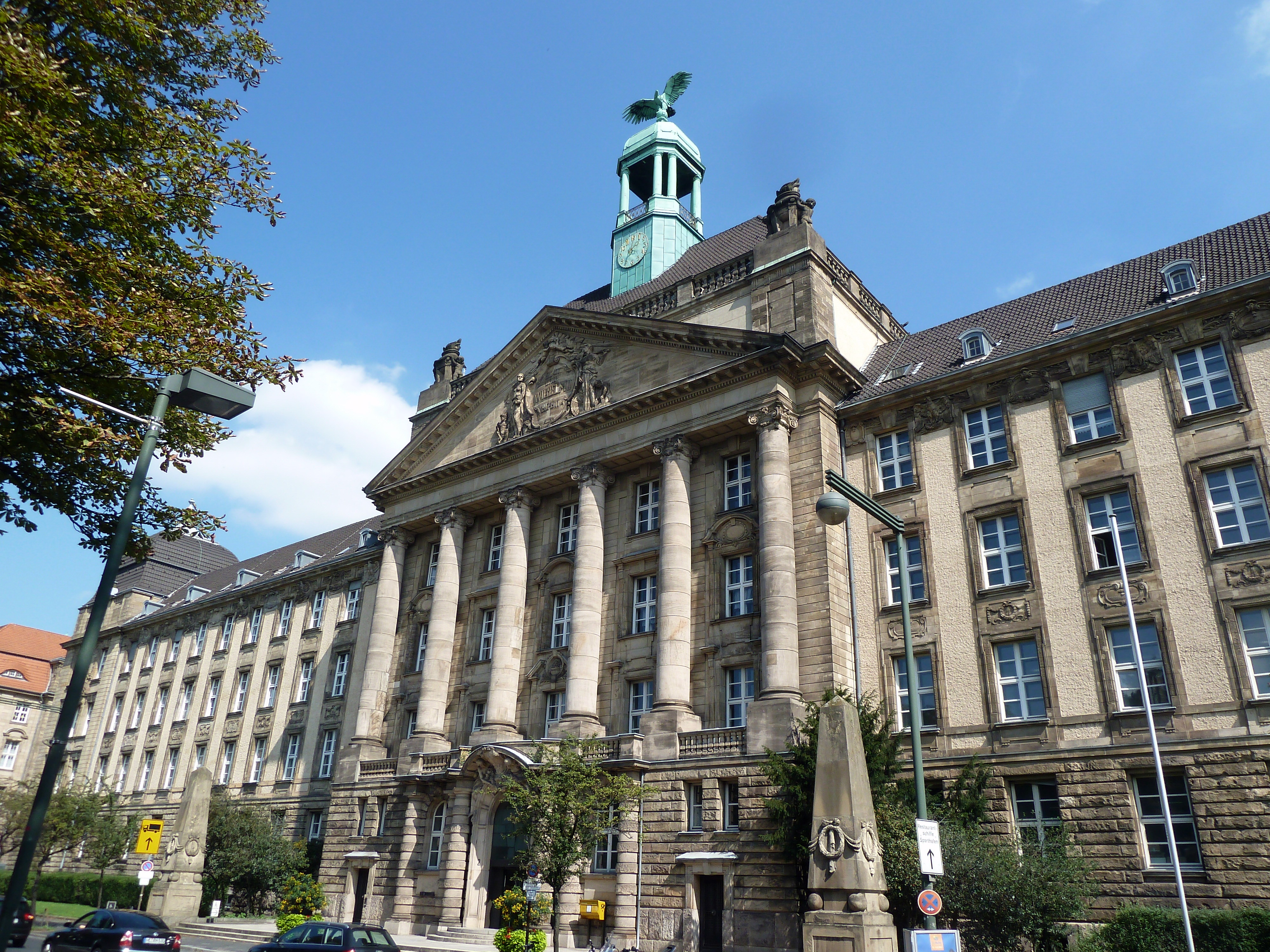
Hauptgebäude des Regierungspräsidiums Düsseldorf

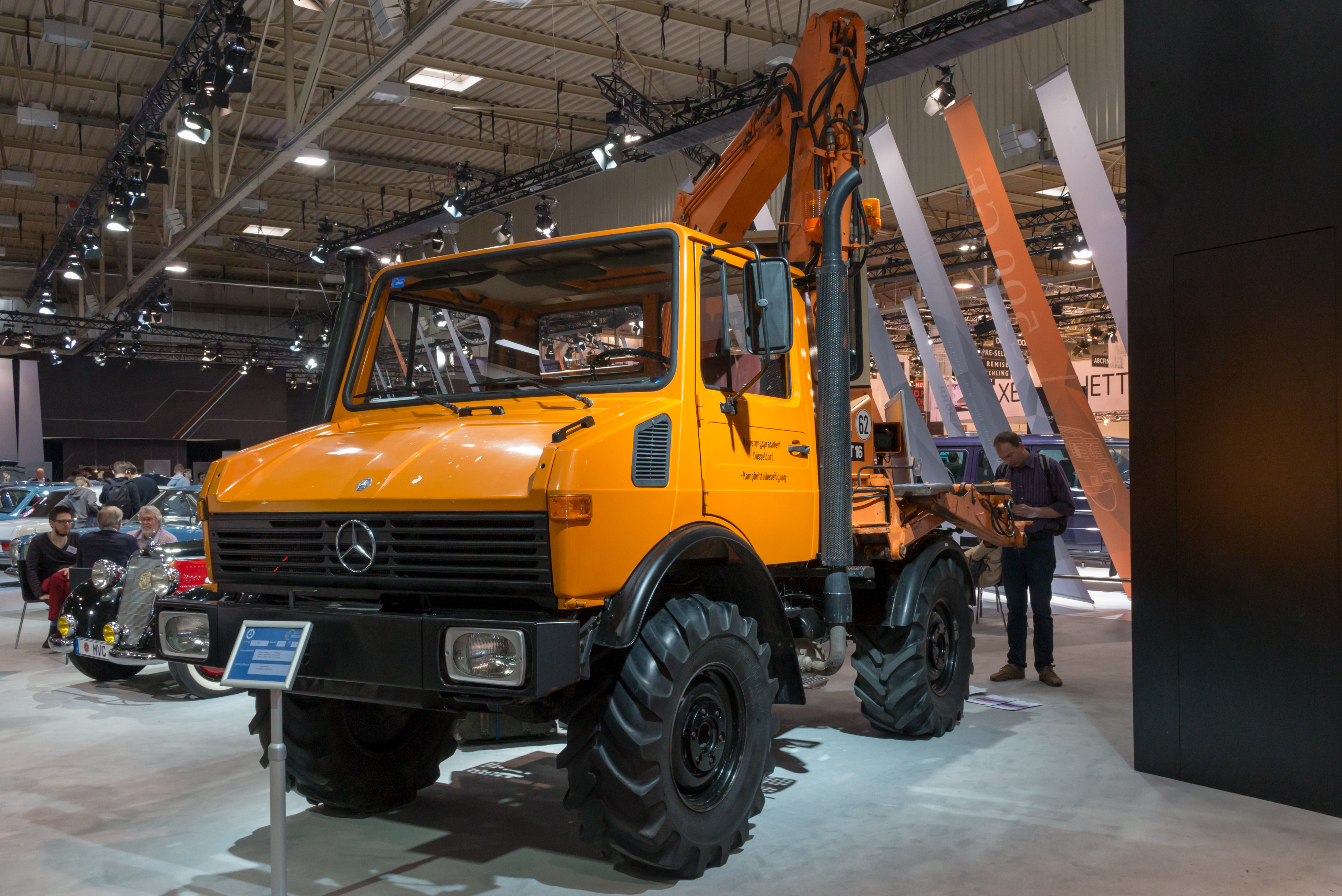
Kampfmittelbeseitigungs-Fahrzeug des Regierungsbezirks

- 1831–1834: Franz Edmund Josef von Schmitz-Grollenburg
- 1834–1837: Anton zu Stolberg-Wernigerode
- 1837–1848: Adolph von Spiegel-Borlinghausen
- 1849–1850: Friedrich von Spankeren (auftragsweise)
- 1850–1866: Leo von Massenbach
- 1866–1871: Friedrich von Kühlwetter
- 1871–9999: Alexander von Götz und Schwanenflies
- 1872–1876: August von Ende
- 1876–1877: Karl Hermann Bitter
- 1877–1883: Robert Eduard von Hagemeister
- 1883–1889: Hans Hermann von Berlepsch
- 1889–1895: Eberhard von der Recke von der Horst
- 1896–1899: Georg von Rheinbaben
- 1899–1902: Hans Dietrich von Holleuffer
- 1903–1909: Arthur Schreiber
- 1909–1919: Francis Kruse
- 1919–9999: Hugo Landé (kommissarisch)
- 1920–1923: Walther Grützner
- 1924–1933: Karl Bergemann
- 1933–1938: Carl Christian Schmid
- 1938–1939: Herbert Fuchs (kommissarisch)
- 1939–1940: Eggert Reeder (Mitverwaltung)
- 1941–1944: Wilhelm Burandt
- 1944–1945: Eggert Reeder (Mitverwaltung)
- 1945–1946: Eduard Sträter
- 1946–1947: Kurt Necker
- 1947–1967: Kurt Baurichter
- 1967–1975: Hans Otto Bäumer
- 1975–1983: Achim Rohde
- 1983–1986: Hermann Strich
- 1986–1995: Fritz Behrens
- 1995–2010: Jürgen Büssow
- 2010–2017: Annemarie Lütkes
- 2017–2022: Birgitta Radermacher
- seit 2022: Thomas Schürmann

## Verwaltungsgliederung

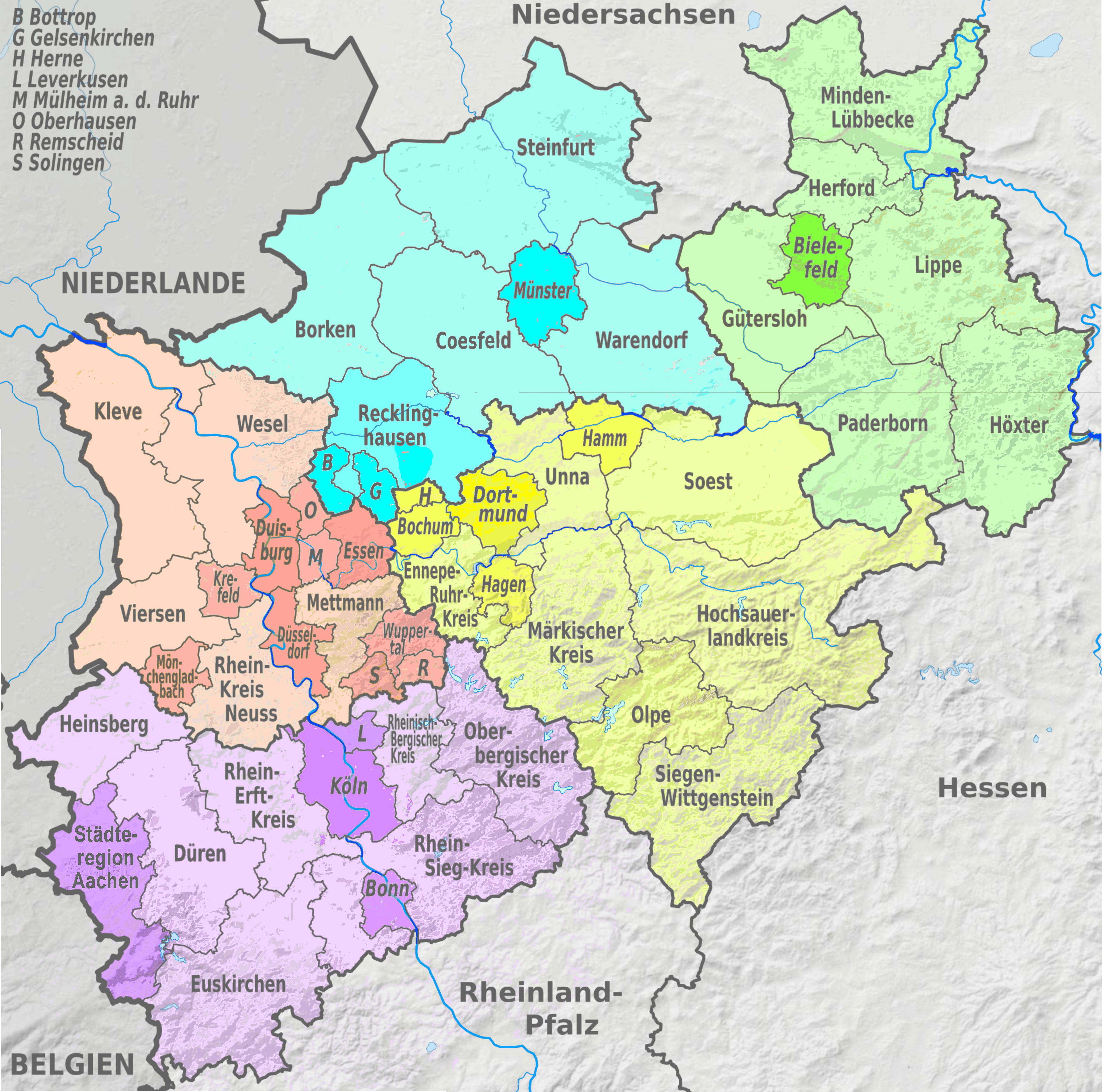
Kreise in NRW, Grundtöne nach Regierungsbezirken, kreisfreie Städte intensiver eingefärbt

### Stand 1822
| Kreise                                                                                    | |
| ----------------------------------------------------------------------------------------- | --- |
| - Dinslaken - Düsseldorf - Elberfeld - Essen - Geldern - Gladbach - Grevenbroich - Kempen | - Kleve - Krefeld - Lennep - Mettmann - Neuss - Rees (Sitz der Kreisverwaltung in Rees, ab 1842 in Wesel) - Rheinberg - Solingen |

### Stand 1823
| Kreise |                                                      |
| --- | ---------------------------------------------------- |
| - Düsseldorf - Duisburg (Zusammenschluss der Kreise Dinslaken und Essen) - Elberfeld - Geldern - Gladbach - Grevenbroich - Kempen | - Kleve - Krefeld - Lennep - Neuss - Rees - Solingen |

### Verzeichnis der Kreise und kreisfreien Städte

#### Kreise
1. Kreis Dinslaken (bis zum 31. Dezember 1974, anschließend im Kreis Wesel)
2. Kreis Düsseldorf-Mettmann (bis zum 31. Dezember 1974, anschließend nach Grenzkorrekturen Umbenennung in Kreis Mettmann)
3. Kreis Geldern (bis zum 31. Dezember 1974, anschließend im Kreis Kleve)
4. Kreis Grevenbroich (bis zum 31. Dezember 1974, anschließend nach Eingliederung der bisher kreisfreien Stadt Neuss und anderen Grenzkorrekturen Umbenennung in Kreis Neuss)
5. Kreis Kempen-Krefeld (mit Wirkung vom 1. Januar 1969 Eingliederung der bisher kreisfreien Stadt Viersen und am 1. Januar 1975 Umbenennung in Kreis Viersen)
6. Kreis Kleve (ab dem 1. Januar 1975 mit dem Kreis Geldern und Teilen der Kreise Moers und Rees bei Abtretung von Gemeinden an den Kreis Borken, Regierungsbezirk Münster)
7. Kreis Mettmann (ab dem 1. Januar 1975 nach Umbenennung des Kreises Düsseldorf-Mettmann)
8. Kreis Moers (bis zum 31. Dezember 1974, anschließend im Kreis Wesel; Homberg und Rheinhausen Stadtteile von Duisburg)
9. Kreis Neuss (ab dem 1. Januar 1975 nach Umbenennung des vergrößerten Kreises Grevenbroich bis zum 30. Juni 2003, jetzt Rhein-Kreis Neuss)
10. Kreis Rees (bis zum 31. Dezember 1974, anschließend in den Kreisen Wesel und Kleve)
11. Rhein-Kreis Neuss (ab dem 1. Juli 2003, vorher Kreis Neuss)
12. Rhein-Wupper-Kreis (bis zum 31. Dezember 1974, anschließend auf die Stadt Leverkusen, den Rheinisch-Bergischen Kreis und den Oberbergischen Kreis [alle im Regierungsbezirk Köln] sowie den Kreis Mettmann (Monheim, Langenfeld) [im Regierungsbezirk Düsseldorf verbleibend] aufgeteilt)
13. Kreis Viersen (ab dem 1. Januar 1975 nach Umbenennung des Kreises Kempen-Krefeld)
14. Kreis Wesel (ab dem 1. Januar 1975 aus Teilen der Kreise Dinslaken, Moers, Rees sowie Kreise Borken und Recklinghausen[, beide im Regierungsbezirk Münster])

#### Kreisfreie Städte
1. Düsseldorf (am 1. Januar 1975 Vergrößerung durch Eingemeindungen, am 1. Juni 1976 Verlust der Gemeinde Monheim)
2. Duisburg (am 1. Januar 1975 Vergrößerung durch Eingemeindungen)
3. Essen (am 1. Januar 1975 Vergrößerung durch Eingemeindungen)
4. Krefeld (am 1. Januar 1975 Vergrößerung durch Eingemeindungen)
5. Leverkusen (bis zum 31. Dezember 1974, anschließend Wechsel in den Regierungsbezirk Köln)
6. Mülheim an der Ruhr (am 1. Januar 1975 Vergrößerung durch Eingemeindungen)
7. München-Gladbach (Schreibweise und Aussprache der Stadt Mönchengladbach bis zum 19. Dezember 1950, danach Aussprache nur noch Mönchengladbach)
8. Mönchengladbach (Schreibweise der Stadt Mönchengladbach ab dem 11. Oktober 1960; am 1. Januar 1975 Vergrößerung durch Eingemeindung der Stadt Rheydt)
9. Neuß (bis 1968, Änderung der Schreibweise in Neuss)
10. Neuss (ab 1968, vorher Neuß, am 1. Januar 1975 Eingliederung in den neuen Kreis Neuss)
11. Oberhausen
12. Remscheid (am 1. Januar 1975 Vergrößerung durch Eingemeindungen)
13. Rheydt (bis zum 31. Dezember 1974, anschließend Stadtteil der Stadt Mönchengladbach)
14. Solingen (am 1. Januar 1975 Vergrößerung durch Eingemeindungen)
15. Viersen (bis zum 31. Dezember 1969, am 1. Januar 1970 Eingliederung in den Kreis Kempen-Krefeld)
16. Wuppertal (am 1. Januar 1975 Vergrößerung durch Eingemeindungen)

### Aktueller Stand
Seit dem 1. Januar 1975 gliedert sich der Regierungsbezirk Düsseldorf in fünf Kreise mit insgesamt 56 kreisangehörigen Gemeinden und zehn kreisfreie Städte.
| Kreise                                                   | Kreisfreie Städte |
| -------------------------------------------------------- | --- |
| - Kleve - Mettmann - Rhein-Kreis Neuss - Viersen - Wesel | - Düsseldorf - Duisburg - Essen - Krefeld - Mönchengladbach - Mülheim an der Ruhr - Oberhausen - Remscheid - Solingen - Wuppertal |

## Regionalrat
- DIE LINKE.: 1
- Die PARTEI: 1
- GRÜNE: 7
- SPD: 8
- FW: 1
- FDP: 2
- CDU: 12
- AfD: 1

Der Regionalrat wird nach jeder Kommunalwahl aufgrund der Kommunalwahlergebnisse (Stadtrats- bzw. Gemeinderatswahl) der kreisangehörigen Gemeinden der Kreise Kleve, Mettmann, Rhein-Kreis Neuss und Viersen sowie der kreisfreien Städte Düsseldorf, Krefeld, Mönchengladbach, Remscheid, Solingen und Wuppertal gebildet. Die kreisfreien Städte Duisburg, Essen, Mülheim an der Ruhr und Oberhausen sowie der Kreis Wesel sind nicht im Regionalrat repräsentiert, da für sie die Verbandsversammlung des Regionalverbands Ruhr die Funktion des Regionalrats übernimmt.
Es gibt im Regionalrat folgende Sitzverteilung nach Fraktionen (Stand September 2020):
| CDU | SPD | GRÜNE | FDP/FW     | DIE LINKE./ Die PARTEI    | Fraktionslos | Gesamt |
| --- | --- | ----- | ---------- | ------------------------- | ------------ | ------ |
| 12  | 8   | 7     | 3          | 2                         | 1            | 33     |
|     |     |       | FDP 2 FW 1 | DIE LINKE. 1 Die PARTEI 1 | AfD 1        |        |